# Los Angeles (Texas)
Los Angeles è un census-designated place (CDP) degli Stati Uniti d'America della contea di Willacy nello Stato del Texas. La popolazione era di 121 abitanti al censimento del 2010. Prima del censimento del 2010, il CDP era noto come Los Angeles Subdivision.

## Geografia fisica
Los Angeles è situata a 26°29′41″N 97°47′11″W (26.494811, -97.786310).
Secondo lo United States Census Bureau, il CDP ha una superficie totale di 0,39 km², dei quali 0,39 km² di territorio e 0 km² di acque interne (0% del totale).

## Società

### Evoluzione demografica
Secondo il censimento del 2010, la popolazione era di 121 abitanti.

### Etnie e minoranze straniere
Secondo il censimento del 2010, la composizione etnica del CDP era formata dal 63,64% di bianchi, il 9,09% di afroamericani, lo 0% di nativi americani, lo 0% di asiatici, lo 0% di oceanici, il 27,27% di altre razze, e lo 0% di due o più etnie. Ispanici o latinos di qualunque razza erano il 100% della popolazione.